# Donald Piper
Donald Arthur Piper (Peoria, 5 maart 1911 – Temple City, 25 maart 1963) was een Amerikaans basketballer. Hij won met het Amerikaans basketbalteam de gouden medaille op de Olympische Zomerspelen 1936. 
Piper speelde voor het team van UCLA en een team dat gesponsord werd door Universal Pictures. Tijdens de Olympische Spelen speelde hij twee wedstrijden. Gedurende deze wedstrijden scoorde hij 4 punten. Na de Spelen speelde hij zo goed als geen basketbal meer en ging het bedrijfsleven in. 